# Набэсима Тадасигэ
Набэсима Тадасигэ (яп. 鍋島 忠茂, 29 декабря 1584 — 16 сентября 1624) — японский даймё раннего периода Эдо, первый правитель княжества Касима (1609—1624).

## Биография
Родился в замке Сага как второй сын Набэсимы Наосигэ. Мать, Ётай-ин (Хикоцуру), вторая дочь Исии Цунэнобу. Старший брат, Набэсима Кацусигэ, 2-й даймё Саги. Его детское имя — Хансукэ (半助).
Тадасигэ с самого раннего возраста служил Тоётоми Хидэёси вместе со своим отцом и старшим братом, а во время Имдинской войны в 1595 году Тадасигэ отправился в Чосон со своим отцом и старшим братом и сражался против корейской армии. Также он участвовал во Второй Имдинской войне в 1597 году.
В битве при Сэкигахаре его старший брат Кацусигэ присоединился к западной армии, но отец, узнав об этом, приказал ему прекратить поход и принять участие в операции против Татибаны Мунэсигэ из западной коалиции. В 1601 году Тадасигэ был отправлен в Эдо в качестве заложника Токугавы Иэясу. С 1602 года он являлся личным слугой Токугавы Хидэтады, третьего сына Иэясу, но Хидэтада благоволил ему и подарил иероглиф из своего имени, и он сменил своё имя на Тадасигэ (忠茂). Он также получил жалование в 5000 коку и титул Идзуми-но-ками.
В 1608 году после перенесённого инсульта ему было позволено вернуться домой, где проходил лечение. Однако его отец и старший брат ценили его важную роль в бакуфу, и в 1609 году ему был передан замок Цунэхиро с доходом в 20 000 коку, после чего Тадасигэ восстановил замок и сделал его резиденцией новообразованного княжества Касима. Однако считается, что из-за своего здоровья он практически не управлял княжеством.
Когда в 1614 году началась зимняя осада Осаки, Набэсима Тадасигэ принял участие в битве будучи больным, за что был высоко оценён сёгуном Токугавой Хидэтадой. После этого Тадасигэ лечился в княжестве Яхаги (ныне город Катори), где в 1624 году умер от болезни в возрасте 39 лет. Ему наследовал его старший сын Набэсима Масасигэ.